# William Thaw Sr.
William Thaw Sr. (12 de octubre de 1818 - 17 de agosto de 1889) fue un empresario estadounidense que hizo su fortuna en el transporte y la banca. 

## Primeros años
Thaw nació en Pittsburgh, Pensilvania, en 1818, hijo de John Thaw y de su esposa Elizabeth Thomas. 

## Carrera
Trabajó como empleado en el United States Bank de Filadelfia en Pittsburgh, propiedad de su padre. Posteriormente pasó a trabajar en McKee, Clark y Co. 
Hacia 1842, junto con su cuñado Thomas Shields Clarke, era propietario de barcos de vapor, particularmente en las líneas de Pensilvania y Ohio. Su compañía adquirió canales, portes de ferrocarril y otras líneas de barcos de vapor. 
Con el auge del ferrocarril, Thaw cedió el negocio del canal e invirtió en la nueva Pennsylvania Company, que administraba los intereses del ferrocarril Pennsylvania Railroad, de la que era un gran accionista. 

### Filantropía
Concedió becas de ciencias en la Universidad de Harvard y en la Universidad de Princeton y efectuó numerosas domaciones de obras de arte y fondos para educación. Financió el edificio del Observatorio Allegheny para John Brashear, considerado en ese momento uno de los diez mejores del mundo. 

## Vida personal

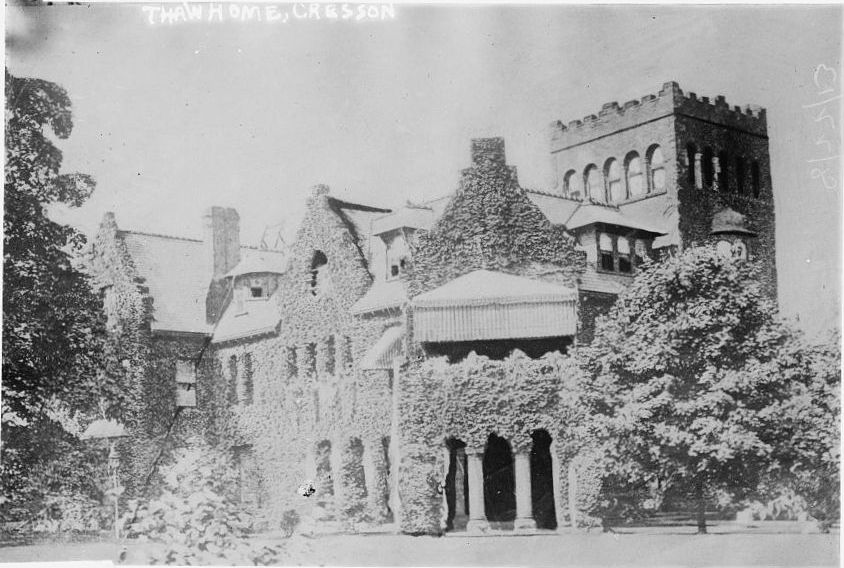
Lyndhurst, la mansión de Thaw en Pittsburgh, construida entre 1887 y 1889

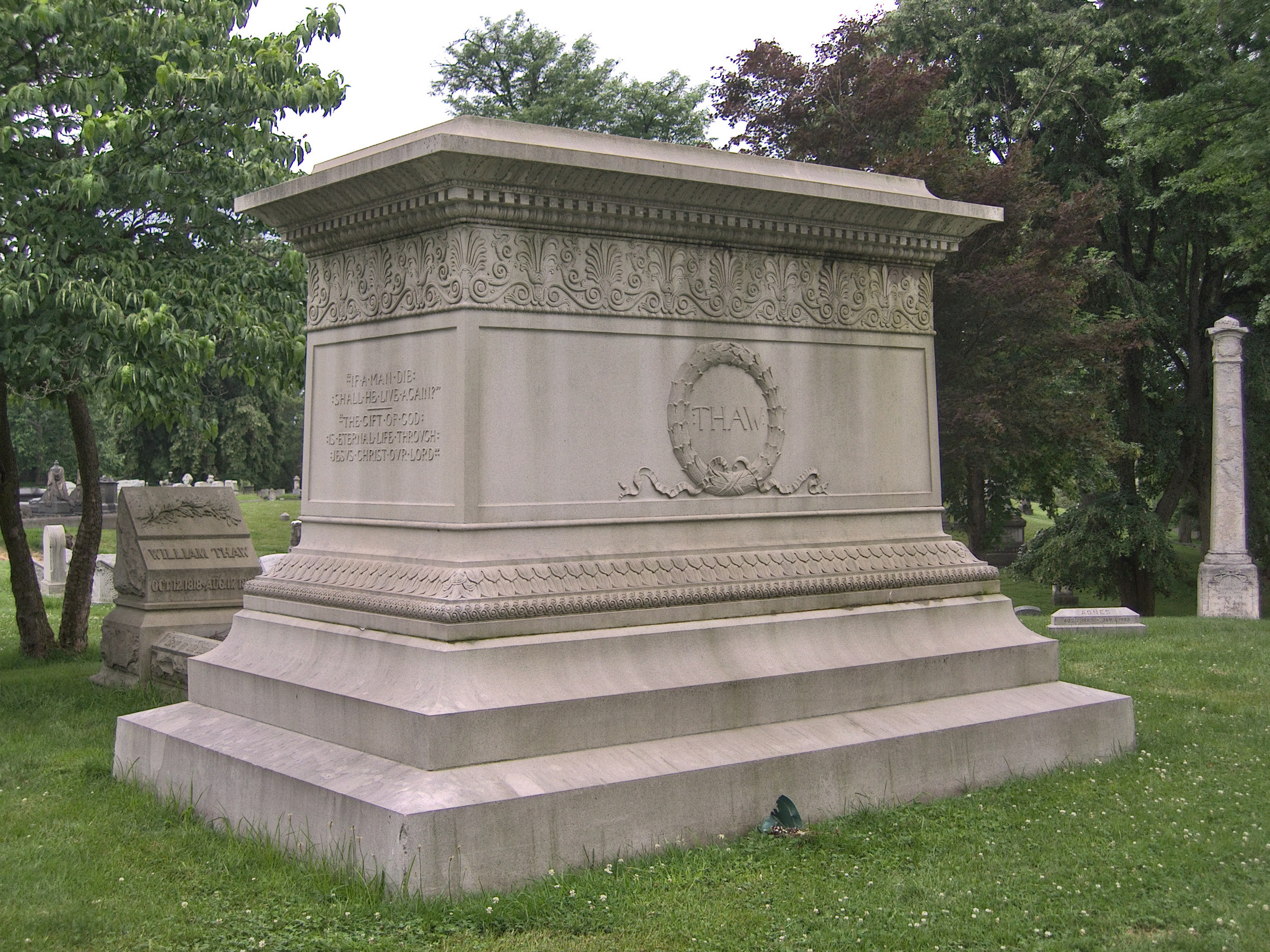
Monumento de William Thaw en el cementerio de Allegheny, Pittsburgh.

En 1841, William Thaw se casó con Eliza Burd Blair (1822-1863). Tuvieron cinco hijos que sobrevivieron a la infancia:
- Eliza Thaw (1843-1912), quien se casó con George Breed Edwards (1842-1887)
- William Thaw Jr. (1853-1892), quien se casó con Elizabeth Dohrman (1854-1948)
- Mary Thaw (1856-1944), quien en 1879 se casó con William Reed Thompson (1845-1906)
- Benjamin Thaw Sr. (1859-1933), quien se casó con Elma Ellsworth Dows (1861-1931)
- Alexander Blair Thaw (1860-1937), quien en 1886 se casó con Florence Dow (1864-1940)

En 1867, después de la muerte de su primera esposa, se casó con Mary Sibbet Copley (1843-1929). Tuvieron cinco hijos que sobrevivieron a la infancia: 
- Harry Kendall Thaw (1871-1947), quien más tarde dispararía y mataría al prominente arquitecto Stanford White frente a cientos de testigos y sería declarado como loco y confinado en una institución mental.[4][5][6] En su testamento, dejó 10.000 dólares, menos del 1% de su fortuna, a su esposa, la actriz de cine y exmodelo Evelyn Nesbit.[7]
- Edward Thaw (1873-1924), quien se casó con Jane Olmsted (1880-1958)
- Josiah Copley Thaw (1874-1944), quien en 1903 se casó con Mary Harrington Thomson (1881-1947)
- Margaret Copley Thaw (1877-1942),[8] que se casó en primeras nupcias con George Lauder Carnegie (1876-1921), sobrino de Andrew Carnegie. Después de la muerte de su primer marido, se casó con Roger, conde de Périgny, y se convirtió en Condesa de Périgny.[9][10]
- Alice Cornelia Thaw (1880-1955), quien se casó con George Seymour, séptimo marqués de Hertford (1871-1940).[11] Se divorciaron y se casó con Geoffrey George Whitney Sr. en 1913.[12]

En 1887, le encargó al arquitecto Theophilus P. Chandler Jr. que le construyera una casa. Esta mansión, denominada Lyndhurst, se completó en 1889 y se demolió alrededor de 1942. Estaba ubicada en el 1165 Beechwood Boulevard en el vecindario de Squirrel Hill, en Pittsburgh. 
Thaw murió el 17 de agosto de 1889. 

### Legado
Se considera que ha sido uno de los 100 estadounidenses más ricos, habiendo dejado una enorme fortuna. Fue padre de Harry Kendall Thaw, cuyo asesinato en 1906 del notable arquitecto Stanford White resultó en un sensacionalista  "juicio del siglo".